# Hohes Gletscherdach

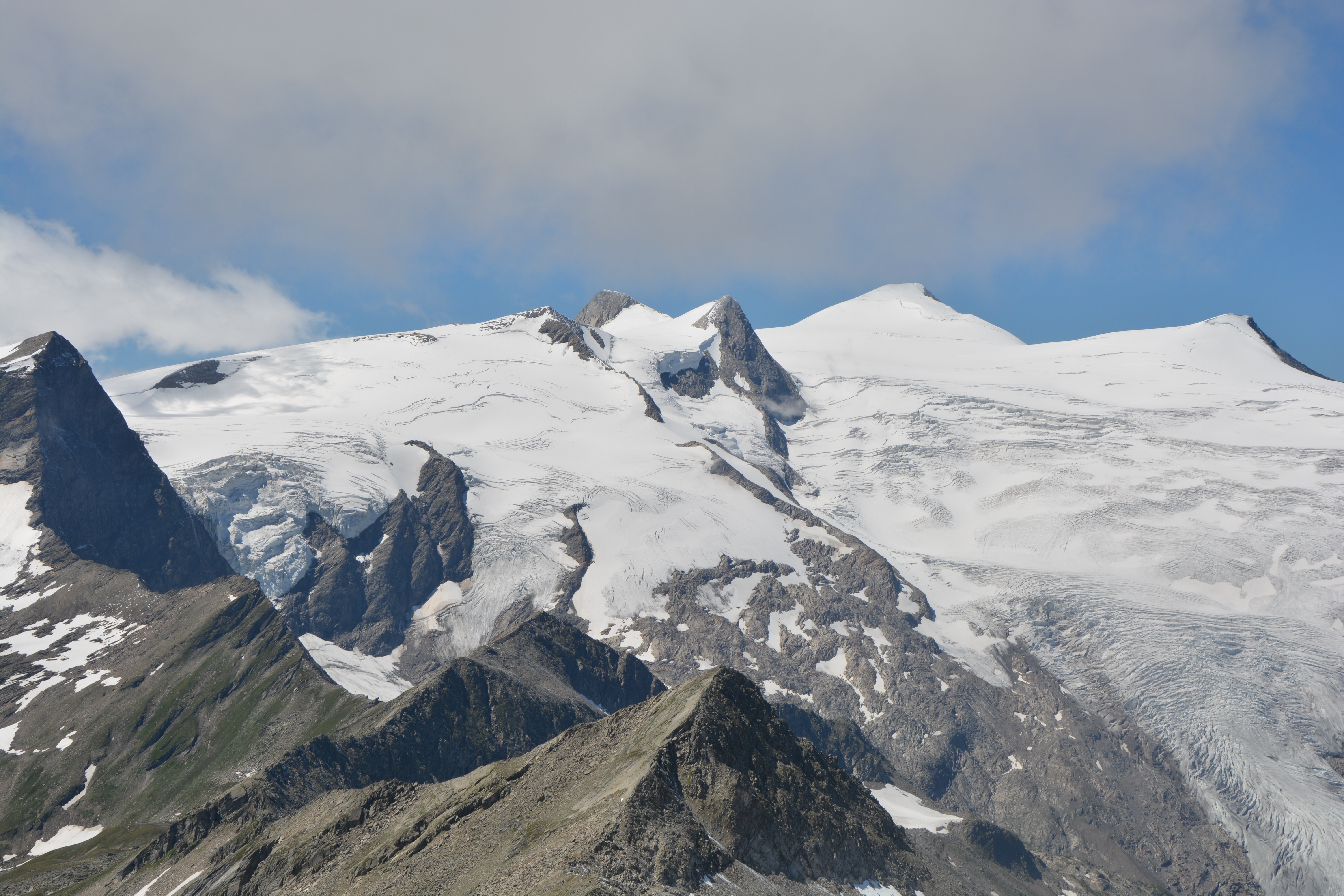
Blick von Osten auf das Hohe Gletscherdach (links) und den Zentralen Venedigerstock (rechts)

Das Hohe Gletscherdach ist ein stark vergletscherter Gebirgskamm im Zentrum der Venedigergruppe. Höchste Gipfel dieses Gebietes ist das Rainerhorn (3559 m ü. A.).

## Lage
Das Hohe Gletscherdach zweigt bei der Venedigerscharte (3387 m ü. A.) im Nordwesten vom Tauernhauptkamm ab und reicht bis zum Kristallwandsattel (3387 m ü. A.) im Südosten. Ebenfalls zum Hohen Gletscherdach wird der vom Großvenediger (3387 m ü. A.) nach Süden abzweigende Grat gezählt. Östlich des Kristallwandsattels (3240 m ü. A.) liegt der benachbarte Gschlößkamm, südlich der Eichhamstock. Ausgehend von der Venedigerscharte, die sich zwischen dem Großvenediger und dem Kleinvenediger (3468 m ü. A.) befindet, erstreckt sich nach Süden der „Obere Keesboden“, ein Teilbereich des Schlatenkees. Im Zentrum des Hohen Gletscherdachs befinden sich das Rainerhorn, die Schwarze Wand (3503 m ü. A.) und der Hohe Zaun (3451 m ü. A.), wobei Rainerhorn und Schwarze Wand durch das Schwarze-Wand-Törl (3495 m ü. A.) und die Schwarze Wand und der Hohe Zaun durch den Hohen-Zaun-Sattel (3407 m ü. A.) getrennt sind. Im Südgrat des Großvenedigers liegen zudem getrennt von der Hohes-Aderl-Scharte (3480 m ü. A.) nach Süden das Hohe Aderl (3506 m ü. A.), die Hohe Ader (3225 m ü. A.) und nach der Aderlscharte (3147 m ü. A.) die Schwarze Ader (2988 m ü. A.).
Der Gratverlauf zwischen Hohem Aderl und Schwarze Ader bildet die Grenze zwischen dem Dorferkees im Nordwesten und dem Schlatenkees im Nordosten bzw. dem Inneren Mullwitzkees im Südwesten. Im Südosten liegt zudem das Äußere Mullwitzkees, das vom Inneren Mullwitzkees durch das Mullwitzaderle getrennt ist. An der Südwestverlängerung des Mullwitzaderles liegen unterhalb des Defreggerhauses zudem Mullwitzköpfl (2957 m ü. A.) und das Kapunitzachköpfl (2815 m ü. A.). Östlich des Mullwitzaderls ragen im Kammverlauf zwischen Kristallwandsattel und Frosnitztörl zudem Stein am Ferner und die Friedrich-August-Wand zwischen dem Äußeren Mullwitzkees im Westen und dem Frosnitzkees im Osten hervor, während die Glexenköpfe inmitten des Äußeren Mullwitzkees liegen.
Alpinistisch ist das Hohe Gletscherdach vor allem bei der Besteigung des Großvenedigers von Bedeutung, da es sowohl beim Südanstieg vom Defreggerhaus als auch bei Südostanstieg von der Badener Hütte gequert werden muss.

## Liste der Gipfel
- Friedrich-August-Wand (3211 m ü. A.)
- Glexenköpfe (3090 m ü. A.)
- Hohe Ader (3225 m ü. A.)
- Hohes Aderl (3506 m ü. A.)
- Hoher Zaun (3451 m ü. A.)
- Mullwitzaderl (3244 m ü. A.)
- Mullwitzköpfl (2960 m ü. A.)
- Kapunitzachköpfl (2816 m ü. A.)
- Rainerhorn (3559 m ü. A.)
- Schwarze Ader (2988 m ü. A.)
- Schwarze Wand (3503 m ü. A.)
- Stein am Ferner (3246 m ü. A.)